# Cambes (Żyronda)
Cambes – miejscowość i gmina we Francji, w regionie Nowa Akwitania, w departamencie Żyronda.
Według danych na rok 1990 gminę zamieszkiwało 1035 osób, a gęstość zaludnienia wynosiła 194 osób/km² (wśród 2290 gmin Akwitanii Cambes plasuje się na 416. miejscu pod względem liczby ludności, natomiast pod względem powierzchni na miejscu 1405.).